# Bank zrzeszający
Bank zrzeszający – bank powstały w wyniku połączenia się co najmniej dwóch banków, pod warunkiem, że zrzesza co najmniej jeden bank spółdzielczy na zasadach określonych w art. 16 i którego fundusze własne stanowią co najmniej czterokrotność kwoty określonej w art. 32 ust. 1 Prawo bankowe, z zastrzeżeniem art. 28.
Bank zrzeszający:
- wykonuje czynności bankowe oraz inne czynności określone w ustawie Prawo bankowe lub w innych ustawach, w zakresie ustalonym w statucie banku;
- prowadzi rachunki bieżące zrzeszonych banków spółdzielczych, na których zrzeszone banki spółdzielcze utrzymują rezerwy obowiązkowe oraz przeprowadzają za ich pośrednictwem rozliczenia pieniężne tych banków;
- nalicza i utrzymuje rezerwę obowiązkową zrzeszonych banków spółdzielczych na rachunku w Narodowym Banku Polskim;
- prowadzi wyodrębniony rachunek, na którym deponowane są aktywa banków spółdzielczych, stanowiące pokrycie funduszu ochrony środków gwarantowanych;
- wypełnia za zrzeszone z nim banki spółdzielcze obowiązki informacyjne wobec Narodowego Banku Polskiego oraz Bankowego Funduszu Gwarancyjnego;
- kontroluje zgodność działalności zrzeszonych banków spółdzielczych z postanowieniami umowy zrzeszenia, przepisami prawa i statutami;
- w uzasadnionych przypadkach występuje do Komisji Nadzoru Finansowego o zastosowanie środków przewidzianych w art. 138 i 141 ustawy – Prawo bankowe;
- reprezentuje zrzeszone banki spółdzielcze w stosunkach zewnętrznych w sprawach wynikających z umowy zrzeszenia;
- wykonuje inne czynności przewidziane w umowie zrzeszenia.

Bankami zrzeszającymi w Polsce są SGB-Bank S.A. w Poznaniu (od 2001 roku należy do Spółdzielczej Grupy Bankowej) i Bank Polskiej Spółdzielczości w Warszawie.